# Pita (prefektur)
Pita är en prefektur i Guinea.   Den ligger i regionen Mamou Region, i den västra delen av landet, 190 km nordost om huvudstaden Conakry. Antalet invånare är 265 689. Arean är 4 320 kvadratkilometer. Pita gränsar till Lelouma Prefecture, Labe Prefecture, Dalaba, Kindia, Telimele Prefecture och Beyla Prefecture. 
Terrängen i Pita är huvudsakligen kuperad, men åt nordväst är den bergig.
Följande samhällen finns i Pita:
- Pita